# Всемирный евангелический альянс
Всемирный евангелический альянс (ВЕА) (англ. World Evangelical Alliance), ранее Евангелический союз (Evangelical Alliance) — международная евангелическая организация с главным офисом в Нью-Йорке.
Союз (альянс) объединяет национальные евангелические союзы церквей 129 наций и более 100 международных организаций. Особе распространение получил в англоязычном мире.

## История
ВЕА был создан в 1846 году в Лондоне (основан в Шотландии и Англии в 1845 году) как конфедерация в целях содействия христианскому единству. За год до образования ВЕА прошла подготовительная встреча в Ливерпуле. На следующей встрече в Лондоне собравшиеся пришли к согласию по доктринам, определявшим основные евангелические ценности.
Союз уже при основании разделился на семь «ветвей»: 1) Великобритания и Ирландия, 2) США, 3) Франция, Бельгия, французская часть Швейцарии, 4) северная Германия, 5) южная Германия и немецкая часть Швейцарии, 6) британские владения в Северной Америке, 7) Вест-Индия.
Союз встретил горячую поддержку преимущественно в Англии, Шотландии и Америке, у различных протестантских направлений, в особенности у баптистов и методистов. Господствующую роль на общих собраниях союза (1857, 1861, 1869, 1873, 1879) играл пиетистический элемент.

## Роль в истории российского протестантизма

Лорд Редсток

Активным участником ВЕА был лорд Редсток, основатель движения редстокистов, позднее трансформировавшегося в евангельских христиан (прохановцев).
Попытка основать российское отделение ВЕА была предпринята Реджинальдом Рэдклиффом — одним из сподвижников Редстока. С этой целью Рэдклифф в 1884 году посетил Россию.
Ещё одним видным представителем ВЕА в России был Фридрих Вильгельм Бедекер, служитель тюремной миссии.
С 1879 года тесные отношения с ВЕА поддерживал В. А. Пашков. Он вёл переписку с представителями Альянса, получил приглашение на седьмую конференцию Альянса во французском городе Бале, а спустя несколько месяцев представитель ВЕА в Бале Отто Штокмайер посетил Санкт-Петербург и провёл обучение местных верующих.
Будучи высланным из России Пашков продолжил сотрудничество с ВЕА, в частности, например, помог составить петицию евангелических церквей Америки и Британии русскомуимператору Александру III и Синоду по поводу преследования евангельских верующих в России.
В 1906 году в России при активном участии И. С. Проханова был создан Русский евангельский союз, — видимо, как национальный аналог или отделение ВЕА. После неудачи с ним лидер евангельских христиан И. С. Проханов, начал выстраивать уже конфессиональный союз евангельских христиан-прохановцев.